# John Scott (hokeista)
John Howard Scott (ur. 26 września 1982 w Edmonton) – kanadyjski hokeista grający na pozycji obrońcy/skrzydłowego, występujący w St. John's IceCaps będącej częścią Amerykańskiej Ligi Hokejowej (АHL). Wcześniej grał w Minnesota Wild, Chicago Blackhawks, New York Rangers, San Jose Sharks, Buffalo Sabres i Arizona Coyotes należącymi do Narodowej Ligi Hokejowej (NHL). Scott urodził się w Edmonton, w prowincji Alberta, ale dorastał w St. Catharines, Ontario. W 2006 ukończył Michigan Technological University.

## Sukcesy
Indywidualne
- Występ w Meczu Gwiazd NHL w sezonie 2015-2016

Scott zyskał rozgłos w styczniu 2016 roku, kiedy po internetowej kampanii został mianowany kapitanem drużyny Pacific Division w 2016 NHL All-Star Game, pomimo strzelenia tylko pięciu bramek w swojej karierze i tylko jednej asysty będąc w Kojotach. Pomimo transferu do Montreal Canadiens, a następnie do St. John's IceCaps, wchodzącej w skład kanadyjskiej AHL, NHL 19 stycznia 2016 potwierdziło, że Scott będzie uczestniczyć w 2016 NHL All-StarGame jako kapitan Pacific Division. W zawodach tych Scott został uznany za MVP.